# Kerick Col
Kerick Col är ett bergspass i Antarktis. Det ligger i Västantarktis. Argentina, Chile och Storbritannien gör anspråk på området. Kerick Col ligger 150 meter över havet.
Terrängen runt Kerick Col är kuperad österut, men västerut är den platt. Havet är nära Kerick Col åt nordväst. Trakten är obefolkad. Det finns inga samhällen i närheten.